# Serjania pteropoda
Serjania pteropoda är en kinesträdsväxtart som beskrevs av Standley. Serjania pteropoda ingår i släktet Serjania och familjen kinesträdsväxter. Inga underarter finns listade i Catalogue of Life.